# 宣化店镇
宣化店镇，是中华人民共和国湖北省孝感市大悟县下辖的一个乡镇级行政单位。

## 行政区划
宣化店镇下辖以下地区：
宣化街道社区、关口村、莲塘村、杨兵村、万畈村、河西村、厂冲村、会馆村、严畈村、茶坳村、土门村、王庄村、陈河村、黄寨村、坞铺村、大堰村、张墩村、杨楼村、枣林村、大胜村、菜村、龙山村、莲花村、河棚村、杏冲村、新店村、麦关村、石岗村、云彩村、杨桥村、北岗村、姚畈村、黄坳村、南岗村、五岳村、铁店村、张榜村、窝铺村、玄坛村、丁桥村和旦庄村。

## 历史事件
1946年5月8日下午，周恩来及中原军区首长李先念、王震在宣化店湖北会馆与国民党代表进行谈判，并在汉口杨森花园签订了停止中原战争的协议——汉口协议。

## 中国传统村落
2012年，铁店村八字沟被评为首批“中国传统村落”。